# Centrální registr dotací
Centrální registr dotací, ReD nebo také Centrální evidence dotací, je databáze (ISVS) obsahující údaje o dotacích, návratných finančních výpomocích a dalších podobných transferech poskytovaných ze státního rozpočtu ČR, státních fondů, státních finančních aktiv a Národního fondu (včetně evropských dotací) a jejich příjemcích.
Někdy se rozlišuje datová sada ReD, poskytovaná přes webové rozhraní,
a sada DotInfo, poskytovaná primárně v balících CSV.

## Historie
Systém účelových dotací ReD obsahuje údaje od roku 1999.
Registr dotací nahradil od 1. srpna 2021 Centrální evidenci dotací z rozpočtu (CEDR III).